# Kraftwerk Unteroder
Das Kraftwerk Unteroder ist ein Kohlekraftwerk in Nordwest-Polen auf dem Gebiet der Gemeinde Gryfino (Greifenhagen), nahe dem Ortsteil Krajnik (Buddenbrock) und östlich des Landschaftsschutzparks Unteres Odertal an der deutsch-polnischen Grenze.
Das Kraftwerk besteht aus acht Blöcken, davon zwei mit 220 MW und sechs mit 232 MW Leistung. Die Blöcke 1 bis 4 gingen 1974 in Betrieb und die Blöcke 5 bis 8 im Jahre 1977. Seit 1993 wurde das Kraftwerk modernisiert. Im Jahr 2000 wurden die Blöcke 7 und 8 mit neuen Kontrollsystemen von Pavilion Technologies und ABB ausgestattet. Seit Oktober 2002 wird das Rauchgas aus den Blöcken 5 bis 8 durch eine Rauchgasentschwefelungsanlage von Lurgi Lentjes gereinigt.
Derzeit verfügt die Anlage über eine elektrische Leistung von 1832 MW und eine Fernwärmeleistung von 100 MW für die Gemeinde Gryfino.
Das Kraftwerksgelände verfügt über drei Schornsteine mit einer Höhe von 250 Metern, 200 Metern und 170 Metern. Ein weiterer 250 Meter hoher Schornstein wurde bereits abgerissen. Der Betreiber plant zwei neue mit Erdgas befeuerte Kraftwerksblöcke mit einer Kapazität von je 700 MW. Sie sollen 2024 fertig gestellt sein.
Am 24. Januar 2010 tötete eine Kohlenstaubexplosion eine Mitarbeiterin und verletzte drei weitere, zudem wurde ein Teil der Kohleversorgung beschädigt.

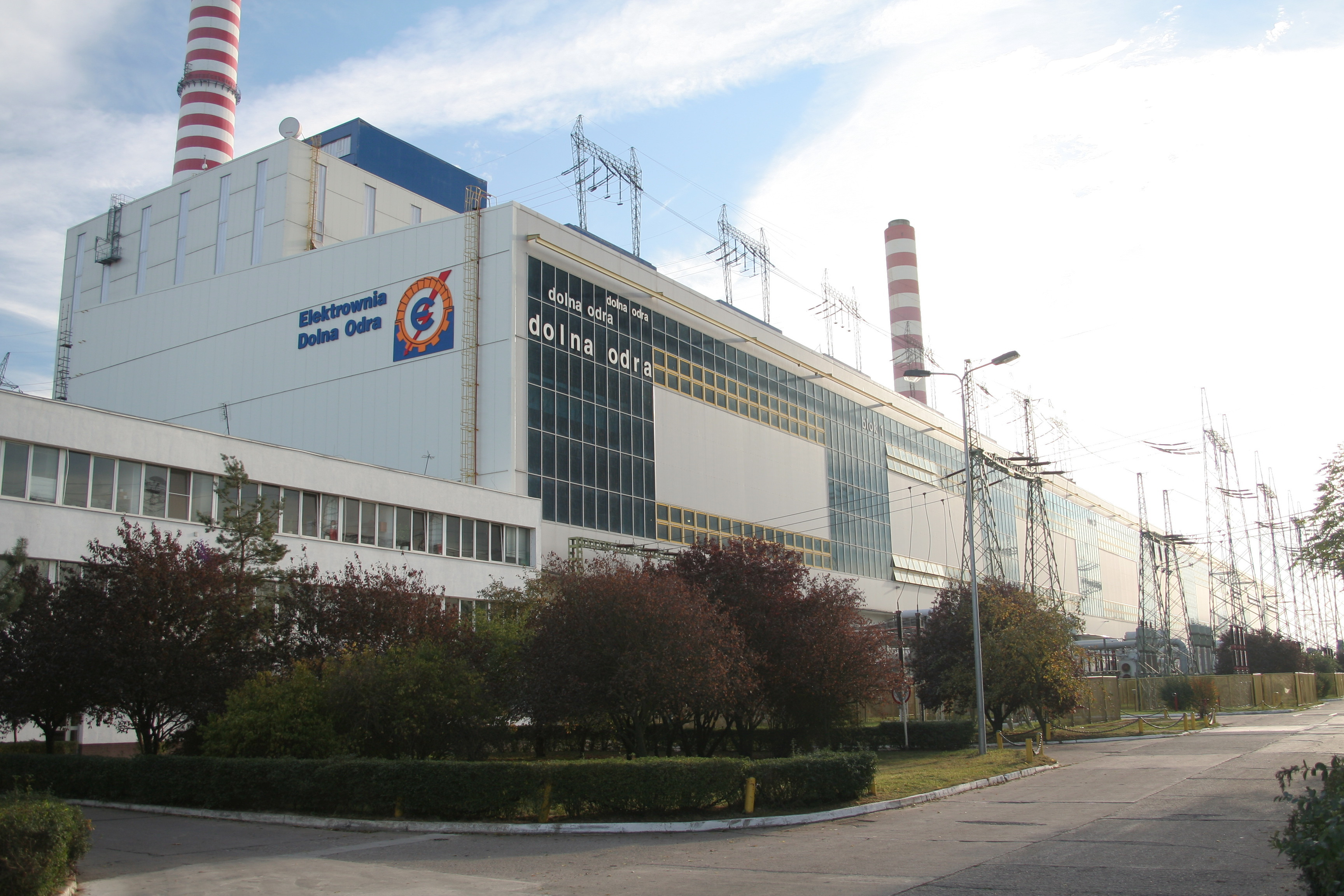
Gebäude des Kraftwerks
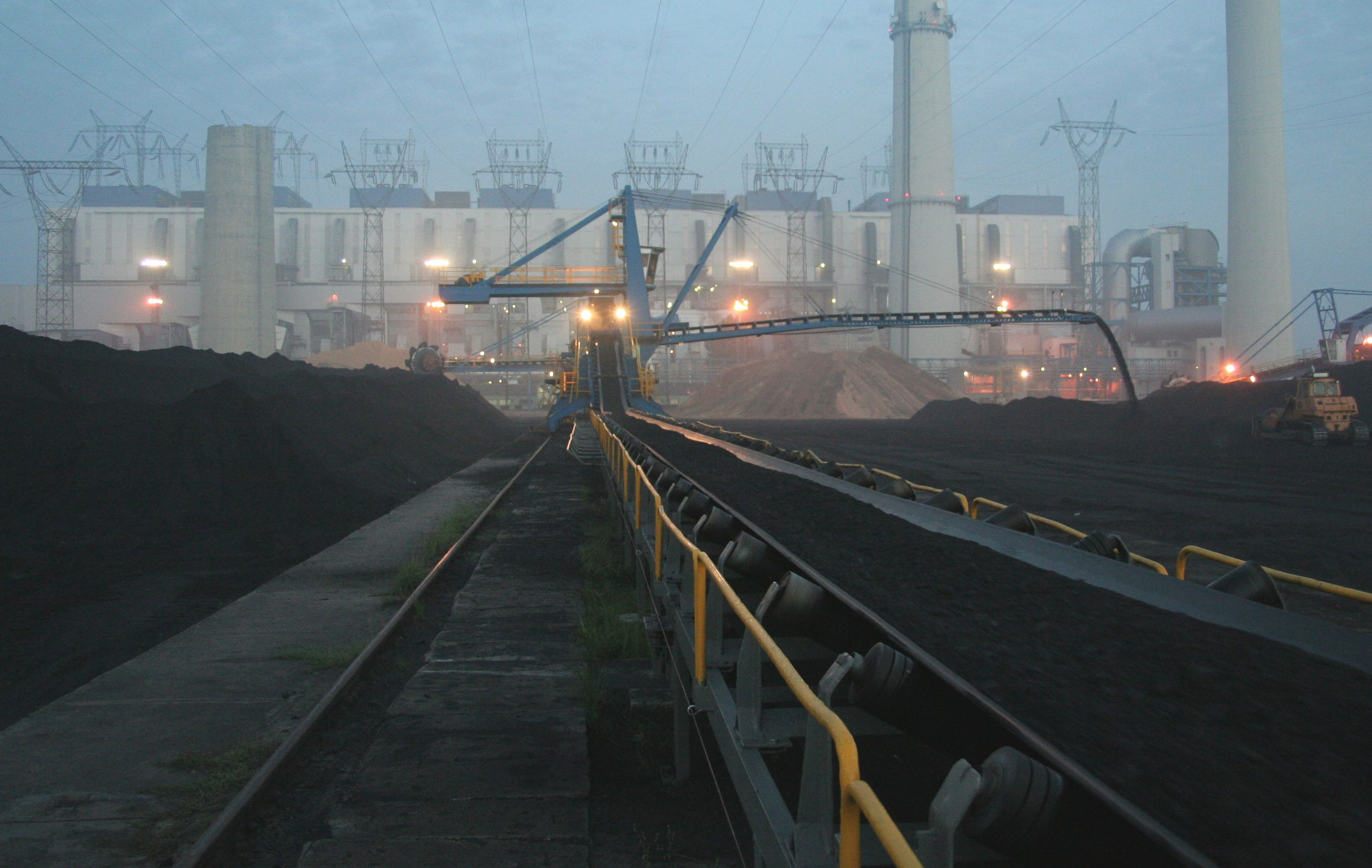
Förderband
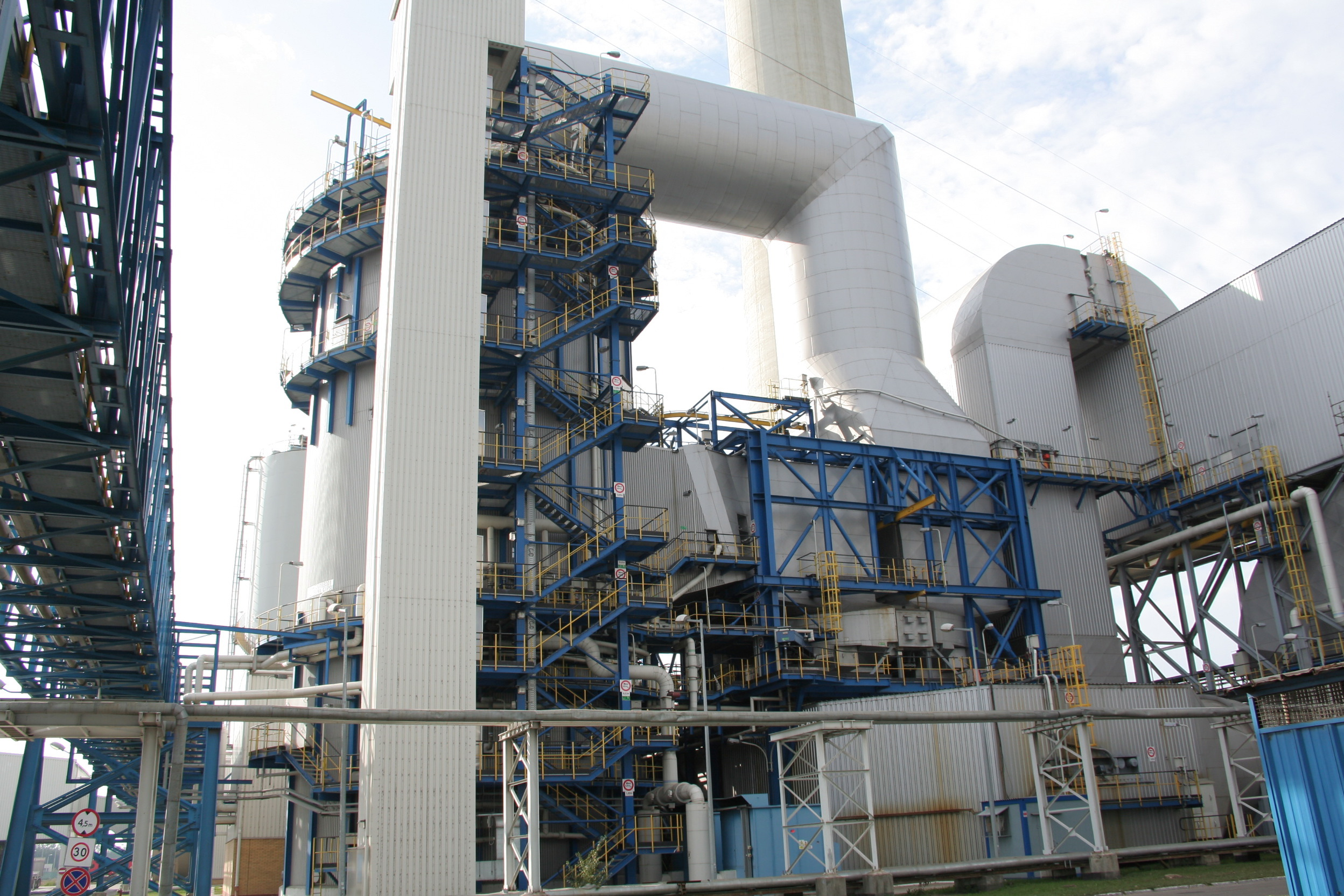
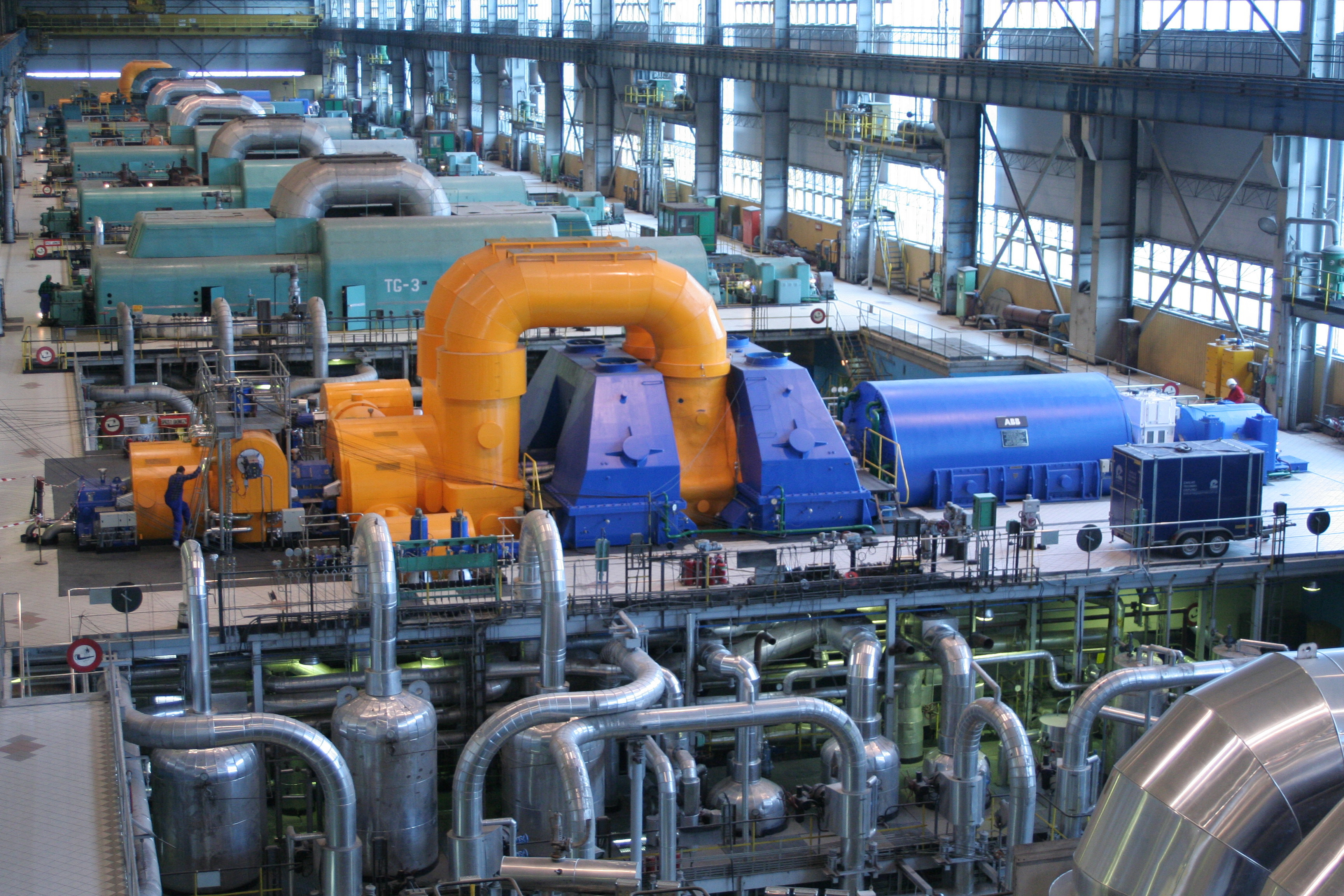
Generatorhalle
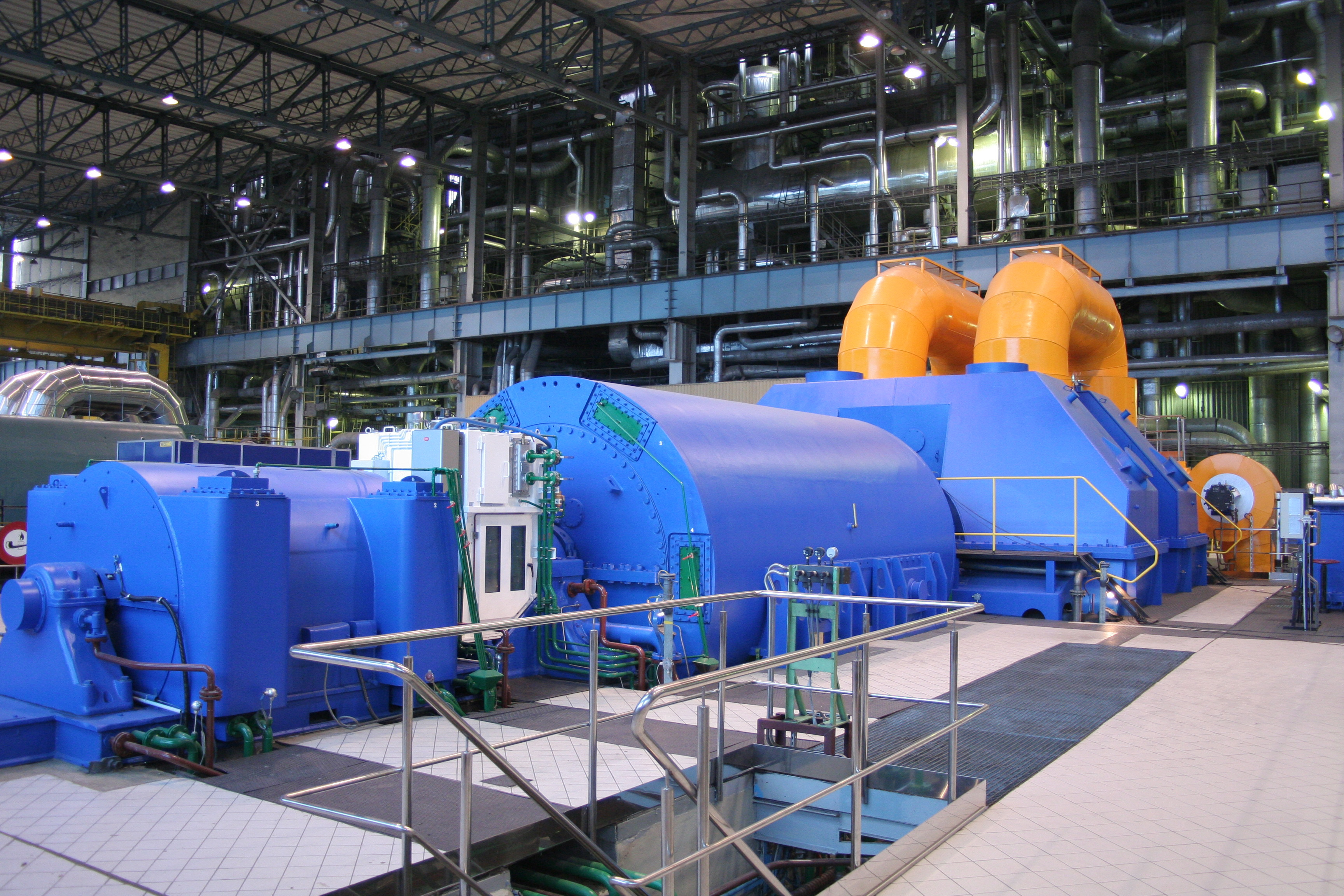
Einzelne Turbine und Generator